# Borborema, São Paulo
Borborema là một đô thị ở bang São Paulo của Brasil. Đô thị này nằm ở vĩ độ 21º37'11" độ vĩ nam và kinh độ 49º04'25" độ vĩ tây, trên khu vực có độ cao 429 m. Đô thị này có diện tích 552,60 km2.
Trong đó, diện tích đô thị: 5 km² và diện tích nông thôn 547 km².
Dân số năm 2004 ước tính là 13.749 người.

## Thông tin nhân khẩu
Dữ liệu dân số theo điều tra dân số năm 2000
Tổng dân số: 13.193
- Dân số thành thị: 10.850
- Dân số nông thôn: 2.343
- Nam giới: 6.691
- Nữ giới: 6.502

Mật độ dân số (người/km²): 23,87
Tỷ lệ tử vong trẻ sơ sinh dưới 1 tuổi (trên một triệu người): 16,29
Tuổi thọ bình quân (tuổi): 70,99
Tỷ lệ sinh (số trẻ trên mỗi bà mẹ): 2,45
Tỷ lệ biết đọc biết viết: 87,96%
Chỉ số phát triển con người (HDI-M): 0,771
- Chỉ số phát triển con người - Thu nhập: 0,704
- Chỉ số phát triển con người - Tuổi thọ: 0,767
- Chỉ số phát triển con người - Giáo dục: 0,841

(Nguồn: IPEADATA

### Sông ngòi
- Sông Tietê
- Ribeirão dos Porcos
- Ribeirão dos Fugidos

### Các xa lộ
- SP-304
- SP-333

## Giáo hội Công giáo
Đô thị này có trụ sở Giáo phận São Carlos.